# Metamórfosi (ort i Grekland, Västra Makedonien)
Metamórfosi (Metamorfosi) är en ort i Grekland.   Den ligger i prefekturen Nomós Kastoriás och regionen Västra Makedonien, i den norra delen av landet, 400 km nordväst om huvudstaden Aten. Metamórfosi ligger 667 meter över havet och antalet invånare är 139. Den ligger vid sjön Límni Kastorías.
Terrängen runt Metamórfosi är lite bergig. Runt Metamórfosi är det glesbefolkat, med 12 invånare per kvadratkilometer. Närmaste större samhälle är Kastoria, 6,8 km sydväst om Metamórfosi. Omgivningarna runt Metamórfosi är en mosaik av jordbruksmark och naturlig växtlighet.